# Boxe nos Jogos Pan-Americanos de 2019 - Peso galo
A categoria até 56 kg ou galo do boxe nos Jogos Pan-Americanos de 2019, foi disputada entre 29 e 2 de agosto na Villa Desportiva Regional de Callao, no Coliseu Miguel Grau.

## Calendário
Horário local (UTC-5).
| Data        | Horário | Fase             |
| ----------- | ------- | ---------------- |
| 29 de julho | 18:30   | Quartas-de-final |
| 30 de julho | 18:30   | Semifinal        |
| 2 de agosto | 19:00   | Final            |

## Medalhistas
| Ouro   | CUB Osvel Caballero                      |
| Prata  | USA Duke Ragan                           |
| Bronze | URU Lucas Fernández DOM Alexy De La Cruz |

## Resultados
Os resultados foram os seguintes. 

### Chave
|  | Quartas de final     | Quartas de final     | Quartas de final |  |  | Semifinal            | Semifinal            | Semifinal           |   |                | Final          | Final | Final |
|  |                      |                      |                  |  |  |                      |                      |                     |   |                |                |       |       |
|  | USA Duke Ragan       | USA Duke Ragan       | 5                |  |  |                      |                      |                     |   |                |                |       |       |
|  | PER Jorvi Farroñan   | PER Jorvi Farroñan   | 0                |  |  | USA Duke Ragan       | USA Duke Ragan       | 5                   |   |                |                |       |       |
|  | GUY Keevin Allicock  | GUY Keevin Allicock  | 2                |  |  | URU Lucas Fernández  | URU Lucas Fernández  | 0                   |   |                |                |       |       |
|  | URU Lucas Fernández  | URU Lucas Fernández  | 3                |  |  |                      |                      |                     |   | USA Duke Ragan | USA Duke Ragan | 0     |       |
|  | DOM Alexy De La Cruz | DOM Alexy De La Cruz | 5                |  |  |                      | CUB Osvel Caballero  | CUB Osvel Caballero | 5 |                |                |       |       |
|  | ECU Jean Caicedo     | ECU Jean Caicedo     | 0                |  |  | DOM Alexy De La Cruz | DOM Alexy De La Cruz | 1                   |   |                |                |       |       |
|  | CUB Osvel Caballero  | CUB Osvel Caballero  | 5                |  |  | CUB Osvel Caballero  | CUB Osvel Caballero  | 4                   |   |                |                |       |       |
|  | COL Ceiber Ávila     | COL Ceiber Ávila     | 0                |  |  |                      |                      |                     |   |                |                |       |       |
|  |                      |                      |                  |  |  |                      |                      |                     |   |                |                |       |       |
|  |                      |                      |                  |  |  |                      |                      |                     |   |                |                |       |       |